# Кубок Північної Ірландії з футболу 2020—2021
Кубок Північної Ірландії з футболу 2020–2021 — 141-й розіграш кубкового футбольного турніру в Північній Ірландії. Титул здобув Лінфілд.

## Календар
| Раунд       | Дата                      | Матчі | Клуби   |
| ----------- | ------------------------- | ----- | ------- |
| 1/16 фіналу | 27 квітня - 1 травня 2021 | 16    | 32 → 16 |
| 1/8 фіналу  | 8 травня 2021             | 8     | 16 → 8  |
| 1/4 фіналу  | 11 травня 2021            | 4     | 8 → 4   |
| 1/2 фіналу  | 18 травня 2021            | 2     | 4 → 2   |
| Фінал       | 21 травня 2021            | 1     | 2 → 1   |

## 1/16 фіналу
| Команда 1                     | Рахунок      | Команда 2              |
| ----------------------------- | ------------ | ---------------------- |
| 27 квітня 2021                |              |                        |
| Квінз Юніверсіті (2)          | -:+          | Бангор (-)             |
| Ворренпойнт Таун              | 2:1          | Балліклер Комрадс (2)  |
| Ардс (2)                      | -:+          | Доллінгстаун (-)       |
| Колрейн                       | 0:1          | Крузейдерс             |
| Гленавон                      | 1:2          | Данганнон Свіфтс       |
| Харленд-енд-Вульф Велдерс (2) | -:+          | Сент-Джеймс Свіфтс (-) |
| Інститут (2)                  | -:+          | ПСНІ (-)               |
| Кліфтонвілль                  | 5:1          | Портстьюарт (-)        |
| Лінфілд                       | 2:0          | Енней Юнайтед (2)      |
| Ларн                          | +:-          | Ньюрі Сіті АФК (2)     |
| Гленторан                     | +:-          | Дандела (2)            |
| Балліміна Юнайтед             | 4:1          | Портадаун              |
| Каррік Рейнджерс              | 3:0          | Белфаст Селтік (-)     |
| 1 травня 2021                 |              |                        |
| Нокбреда (2)                  | 2:1          | Ньюінгтон Ют (-)       |
| Лофгол (2)                    | 1:1 пен. 3:2 | Бенбрідж Таун (-)      |
| Баллінамаллард Юнайтед (2)    | 2:2 пен. 8:9 | Дергв'ю (2)            |

## 1/8 фіналу
| Команда 1         | Рахунок      | Команда 2              |
| ----------------- | ------------ | ---------------------- |
| 8 травня 2021     |              |                        |
| Дергв'ю (2)       | 2:0          | Сент-Джеймс Свіфтс (-) |
| Лінфілд           | 5:2          | Данганнон Свіфтс       |
| Ларн              | 8:1          | Доллінгстаун (-)       |
| Гленторан         | 1:0          | Кліфтонвілль           |
| Балліміна Юнайтед | 5:0          | ПСНІ (-)               |
| Каррік Рейнджерс  | 2:2 пен. 3:1 | Бангор (-)             |
| Нокбреда (2)      | 0:5          | Крузейдерс             |
| Лофгол (2)        | 1:0          | Ворренпойнт Таун       |

## 1/4 фіналу
| Команда 1         | Рахунок | Команда 2        |
| ----------------- | ------- | ---------------- |
| 11 травня 2021    |         |                  |
| Ларн              | 2:1     | Каррік Рейнджерс |
| Балліміна Юнайтед | 5:0     | Дергв'ю (2)      |
| Гленторан         | 0:1     | Крузейдерс       |
| Лофгол (2)        | 1:3     | Лінфілд          |

## 1/2 фіналу
| Команда 1         | Рахунок      | Команда 2  |
| ----------------- | ------------ | ---------- |
| 18 травня 2021    |              |            |
| Ларн              | 1:1 пен. 6:5 | Крузейдерс |
| Балліміна Юнайтед | 0:3          | Лінфілд    |

## Фінал
| 21 травня 2021 21:45 (EEST) |

| Ларн       | 1:2      | Лінфілд              |
| ---------- | -------- | -------------------- |
| Г'юз 90+2' | Протокол | Лейвері 5' Купер 32' |

| Морнев'ю Парк, Лурган Арбітр: Андрю Дейві |